# Picot negre del Chaco
El picot negre del Chaco (Hylatomus schulzii) és una espècie d'ocell de la família dels pícids (Picidae) que habita boscos àrids de les terres baixes al sud-est de Bolívia, oest del Paraguai i nord de l'Argentina.